# Lundska Lögerdagz (Onsdagz) Courant

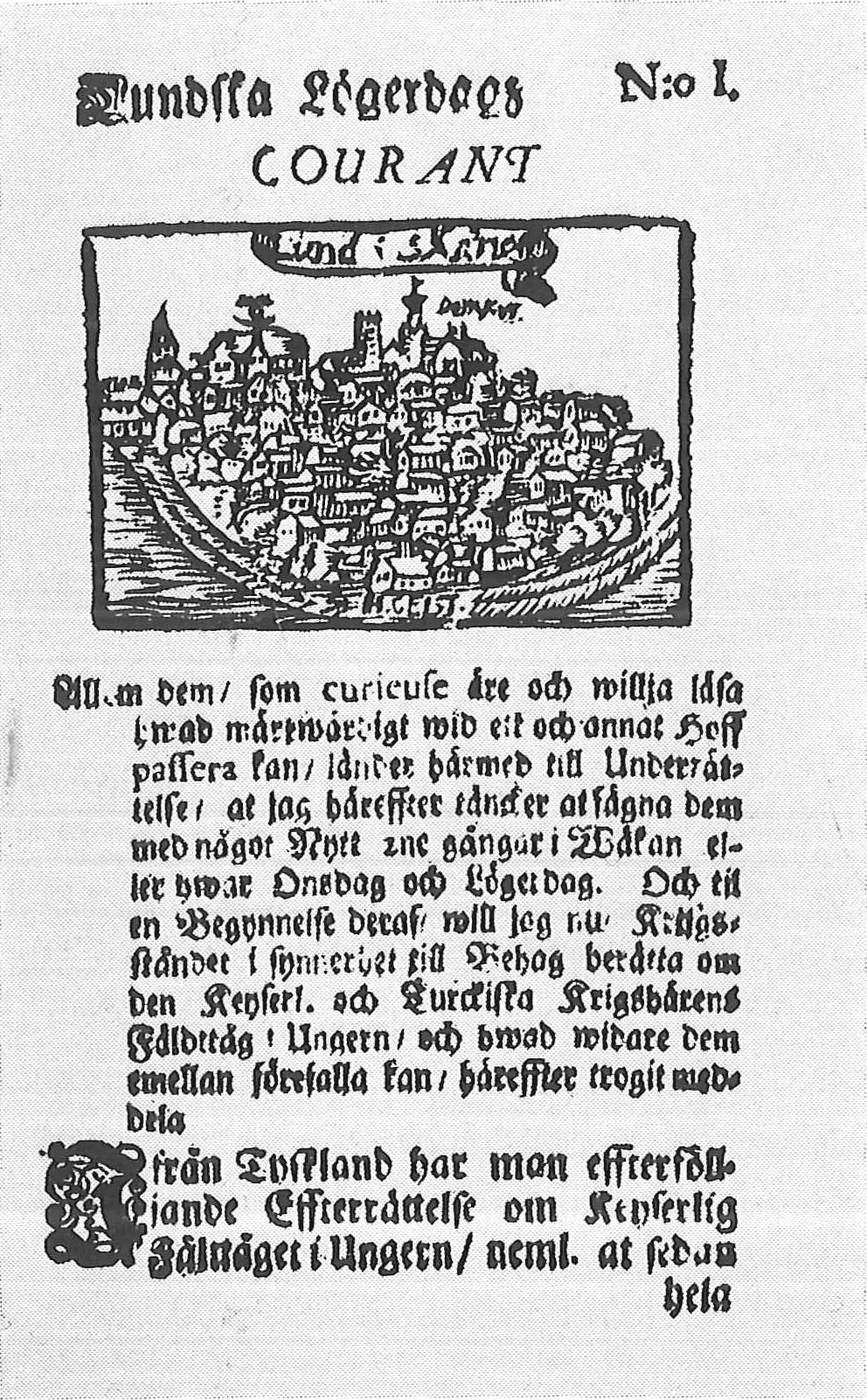
Första numret av Lundska Lögerdagz Courant

Lundska Lögerdagz (Onsdagz) Courant var en tidning utgiven i Lund 1717-1718 i samband med Karl XII:s vistelse i staden som då fungerade som Sveriges de facto huvudstad. Den anses vara den första tidningen att ges ut i Skåne. Utgivare var akademiboktryckare Abraham Haberegger.
Första numret utkom den 10 augusti 1717 under titeln Lundska Lögerdagz Courant. Tidningen omfattade 4-8 sidor och kom ut lördagar och onsdagar. Från nummer 5, utgivet 24 augusti 1717, ändrades titeln till Lundska Onsdagz (Lögerdagz) Post-Tijender, och från den 5 mars 1718 kallades tidningen bara Lundska Post-Tijender. Sista numret kom den 19 juni 1718 och det är inte känt att tidningen ska ha givits ut efter detta.
Som andra tidningar vid den här tiden behövde inte innehållet vara dagsfärskt, många händelser var flera månader gamla. Tidningen berättade heller inte mycket om vad kung Karl XII gjorde. I det sista numret får läsaren veta att kungen anlänt till Strömstad.

## Källhänvisningar
1. ↑  Lundska Lögerdagz (Onsdagz) Courant i Projekt Runeberg
2. ↑  Skånsk dagspress : Journalistminnen : Sydsvenska dagbladets årsbok 1972, 1971